# ГЕС Міка
ГЕС Міка — гідроелектростанція на південному заході Канади у провінції Британська Колумбія. Знаходячись перед ГЕС Ревелсток, становить верхній ступінь в каскаді на річці Колумбія, яка починається у Канаді та має устя на узбережжі Тихого океану на межі штатів Вашингтон та Орегон.
У межах проекту річку після природного озера Кінбаскет-Лейк перекрили комбінованою бетонною/земляною гравітаційною греблею висотою 197 метрів та довжиною 792 метри. Після завершення цієї споруди у 1973-му заповнення її водойми тривало ще кілька років — до 1976-го. В результаті площа озера збільшилась з 22,5 км2 до 432 км2, а довжина від 13 км до 190 км (з урахуванням затоки в долині Каное). Загальний об'єм водосховища досяг 24,7 млрд м3 при корисному об'ємі у 6,2 млрд м3 (зменшений з первісно ліцензованого 8,6 млрд м3).
Пригреблевий машинний зал первісно обладнали чотирма турбінами типу Френсіс потужністю по 444 МВт. У 2010-му з метою покриття пікових потреб до них додали ще два гідроагрегати по 520 МВт, виготовлені відомою австрійською компанією Andritz. Обладнання використовує напір у 170 метрів та забезпечує виробництво 7,2 млрд кВт-год електроенергії на рік.
Видача продукції відбувається під напругою 500 кВ.